# Tisagronia pexa
Tisagronia pexa là một loài bướm đêm trong họ Noctuidae.